# Rudka, Manevîci
Rudka (în ucraineană Рудка) este un sat în comuna Budkî din raionul Manevîci, regiunea Volînia, Ucraina.

## Demografie
Componența lingvistică a localității Rudka
     Ucraineană (100%)
Conform recensământului din 2001, toată populația localității Rudka era vorbitoare de ucraineană (100%).